# Institute for Housing and Urban Development Studies

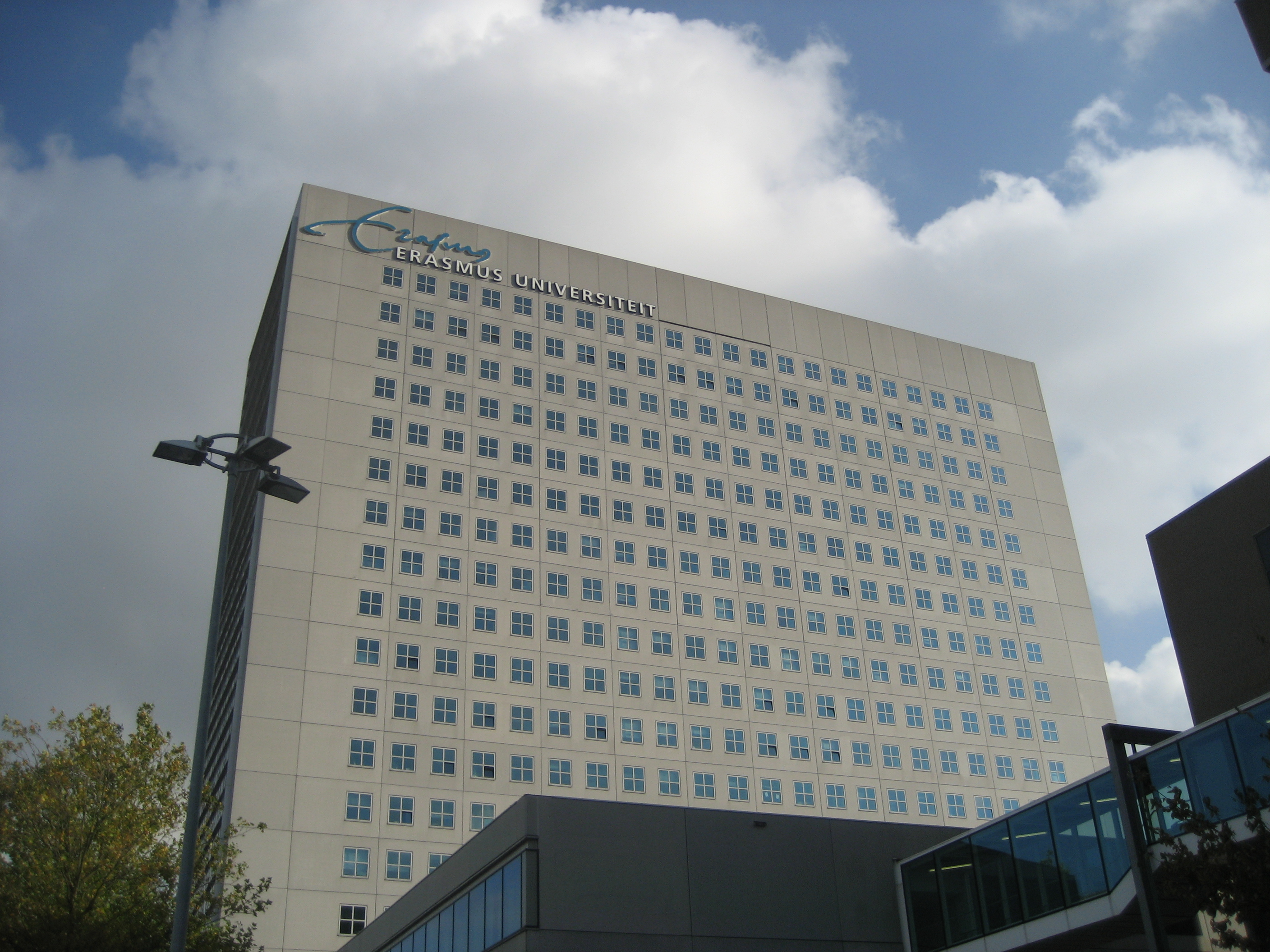
IHS (Erasmus University Rotterdam)

Institute for Housing and Urban Development Studies es el instituto internacional de gestión urbana y vivienda de la Universidad de Erasmus en la ciudad de Róterdam, Los Países Bajos. Fundado desde 1958, el IHS ofrece estudios de posgrado y cursos de capacitación, así como servicios de asesoría e investigación aplicada en las diversas áreas de gestión urbana las cuales son: Gestión y Financiamiento de Infraestructura Urbana, Vivienda y Medios de Vida, Gestión Ambiental y Cambio Climático, Estrategias Integradas y Planeación Urbana, Uso de Suelo y Ordenamiento Territorial, y Competitividad Urbana y Resiliencia Económica.

## Historia

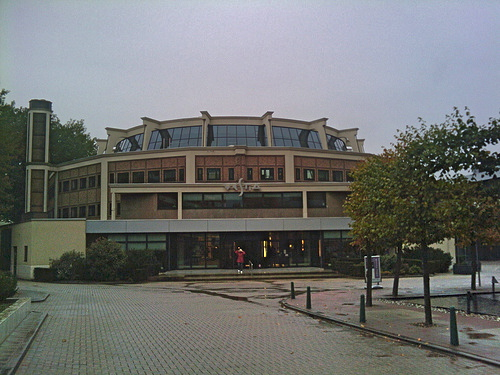
Round building, Kruisplein, Rotterdam

En 1958 Jan van Ettinger Snr., director general del Centro de Construcción (Bouwcentrum1) localizado en la ciudad de Róterdam y encomendado para reconstruir la ciudad de Róterdam después de la Segunda Guerra Mundial, organizó el primer Curso Internacional de Construcción (ICB),.
El objetivo era dar a conocer a los planificadores, ingenieros y arquitectos de países en desarrollo los métodos sistemáticos para satisfacer las necesidades de construcción. En junio de 1972, las actividades educativas del ICB fueron trasladados al Centro de Construcción y Educación Internacional (Bouwcentrum International Education, BIE), situado en el Edificio Circular en la ciudad de Róterdam. Además de este curso internacional, se agregaron más cursos especializados al programa de enseñanza.
En 1982, el BIE cambió su nombre por el de Instituto de Estudios de Vivienda (Institute for Housing Studies, IHS). El instituto rediseñó sus cursos para ofrecer conocimientos y habilidades para resolver problemas en contextos locales. En 1990, el nombre cambió una vez más por el de Instituto de Estudios de Vivienda y Desarrollo Urbano (Institute for Housing and Urban Development Studies), pero la sigla por su nombre en inglés IHS se mantuvo. Al mismo tiempo, el instituto comenzó a vincular sus cursos de capacitación con el nuevo programa de Maestría en Gestión Urbana (Urban Management). Este programa fue organizado en colaboración con la Facultad de Economía de la Universidad de Erasmus en la ciudad de Róterdam y fue reemplazado más tarde por el actual programa de Maestría en Gestión Urbana y Desarrollo (Urban Management and Development, UMD). El programa de posgrado fue rediseñado como una Maestría de un año con seis especialidades en gestión urbana.
Durante los años 90, las actividades en el extranjero se intensificaron y se fomentaron los programas de desarrollo institucional a largo plazo. El IHS estableció y reforzó lazos de cooperación con más de una docena de instituciones internacionales en el extranjero para la educación, investigación y creación de capacidades. También existió un incremento significativo en los proyectos que han involucrado a organizaciones multilaterales y bilaterales, tales como el Banco Mundial, el Banco Asiático de Desarrollo y el Banco Interamericano de Desarrollo. La cooperación con la ONU-Hábitat ha traído consigo una relación más estrecha para desarrollar proyectos en sus diversos programas.
En enero del año 2000, el IHS se trasladó a las instalaciones del nuevo edificio en el Campus Woudestein de la Universidad de Erasmus en Róterdam. Sus actividades se organizaron, como lo son al día de hoy, en torno a la investigación aplicada, formación académica y servicios de asesoría. Tanto el Ayuntamiento de Róterdam (a través de la anterior Corporación para el Desarrollo de Róterdam) y la Universidad de Erasmus se convirtieron en partes interesadas. Posteriormente, en el 2004, el IHS se convirtió en una Sociedad Anónima como parte de EUR Holding BV. Desde junio de 2010, Kees van Rooijen ejerce como Director del IHS.
Actualmente, el IHS desarrolla capacidades humanas e institucionales para reducir la pobreza y mejorar el nivel de vida en las ciudades de todo el mundo. El IHS cuenta con más de 8,000 exalumnos en más de 140 países.

## Programas de estudio en el IHS
El IHS ofrece varios programas de posgrado tales como cursos de capacitación y diplomados en: Teorías de Gestión Urbana y Desarrollo; Curso Internacional en Vivienda y Desarrollo Urbano; Ciudades Verdes y Eco-eficientes; Desarrollo Económico Local Sustentable: Políticas para el desarrollo de PYMEs; Gestión Urbana para el Cambio Climático; Uso de suelo y Regularización de Asentamientos Irregulares en cooperación con el Instituto Lincoln de Políticas de Suelo (Lincoln Institute of Land Policy); y Desarrollo de Proyectos para Vivienda Social.
También ofrece el programa de Maestría en Gestión Urbana y Desarrollo (UMD), así como el programa de intercambio en Gestión Urbana y Desarrollo Sustentable (UMDSU). Recientemente brinda programas para Doctorado en diversos estudios urbanos en colaboración con la Facultad de Ciencias Sociales y la Facultad de Economía de la Universidad de Erasmus.
En los últimos años el IHS ha impartido programas de capacitación a medida en Róterdam y en diversos países como Sudáfrica, Albania, Indonesia, China, Yemen, Uganda, Cuba, Brasil y Argentina entre otros.

## Publicaciones
El IHS publica tres tipos de series: el Documento de Trabajo en Gestión Urbana, el Documento de Proyectos del IHS, y las Tesis de Maestría del IHS. Los Documentos de Trabajo en Gestión Urbana son documentos científicos y versiones de pre-publicación de artículos académicos y capítulos de libros. El Documento de Proyectos del IHS permite que el personal involucrado en servicios de asesoría publique los resultados de proyectos importantes. Estas series tienen como objetivo destacar experiencias significativas de los proyectos y de los métodos innovadores utilizados en los trabajos ejecutados. La serie de Tesis de Maestría del IHS se creó desde el 2006, y tiene como objetivo publicar las mejores tesis de la Maestría en Gestión Urbana y Desarrollo (UMD). Los resúmenes de las tesis también se encuentran disponibles en la página web del IHS y los documentos completos de dichas tesis se encuentran a través del Repositorio Institucional de la Universidad de Erasmus (RePub EUR). Consulte: http://repub.eur.nl.

## Reconocimientos
En el 2007, el IHS fue ganador del premio Pergamino de Honor de ONU-Hábitat (UN-Habitat Scroll of Honour Award) al ser un centro educativo de excelencia en sus programas de enseñanza de alta calidad y un líder en temas de vivienda, gestión y planeación urbana, desarrollo económico local y de gestión del medio ambiente.